# RUN FOR YOU
「RUN FOR YOU」是日本男子偶像團體KAT-TUN第16張單曲。2011年8月3日發售。出版商是J-One Records。

## 解説
- 前作《WHITE》以來久違約三個月的作品。2011年的第三張單曲。
- 主打歌「RUN FOR YOU」是KAT-TUN所代言的「鈴木Solio」電視廣告的主題歌。
- 關於歌曲

由於經歷東日本大震災，單曲中的「RUN FOR YOU」的中段用「頑張れ日本(日本加油)」的每一個字頭寫成一段歌詞，並在5月廣告播放時同時間在鈴木SOLIO官方網站公佈，成為社會話題。

## 收錄歌曲

### 初回限定盤
1. RUN FOR YOU
作詞：Sean-D、作曲：GOOD COP・SWE－LO 、編曲：18degress．（Ken Arai）
  - 鈴木「新型SOLIO」電視廣告主題歌

DVD
RUN FOR YOU （Music Video及其製作片段）

### 通常盤／初回附加版本
1. RUN FOR YOU
2. COSMIC CHILD
作詞：Sean-D・JOKER、作曲：Oscar Holter・Jakke　Erixson・John　Harleman、作曲：SHIROSE、NIKKI、編曲：18degress．
  - Wing新品內衣電視廣告歌
3. DIAMOND
作詞：Sean-D、作曲：King of Slick・DAICHI、編曲：King of Slick
  - 日本電視台「Dramatic Game 1844」印象歌曲
  - 日本電視台「Going!Sports&News」主題曲
4. & FOREVER
作詞：Laika Leon、作曲：Shusui・King of Slick、編曲：King of Slick・Yukihide“YT”Takiyama
5. RUN FOR YOU (伴唱版本)
6. COSMIC CHILD (伴唱版本)
7. DIAMOND (伴唱版本)

### 通常盤
1. RUN FOR YOU
2. COSMIC CHILD
3. DIAMOND
4. SWEET CHAIN
作詞：miwa*、作曲：JOKER・Daniel Sherman・Andy Gilbert、編曲：‘The Flames’at　Aerostorm Studios，London
5. RUN FOR YOU (伴唱版本)
6. COSMIC CHILD (伴唱版本)
7. DIAMOND (伴唱版本)
8. SWEET CHAIN (伴唱版本)